# Till Uglspil
Till Uglspil er titlen på en gammel folkebog med anekdoter og småhistorier om den lystige person, som bogen har fået navn efter.
Den er en oversættelse fra tysk. Uglspil hedder på plattysk Ulenspegel og på højtysk Eulenspiegel. Navnet er blevet et fællesnavn (en uglspil, uglspil-streger), ligesom franskmændenes espiègle stammer derfra. Direkte oversat til dansk
betyder Eulenspiegel "uglespejl"".
Det fortælles, at Uglspil var en virkelig person, der efter et omflakkende liv døde 1350 i Mölln i Lauenburg, hvor hans gravsten med en ugle og et spejl fremvises.
Bogen indeholder omtrent 100 historier, nogle meget grove og nogle mere artige vandrehistorier. Uglspil ligner italienernes Bertoldo. Den første plattyske udgave kom i 1483. Det bestrides, at humanisten Thomas Murner skulle have bearbejdet den på højtysk.
Udgaven fra Strassburg er fra 1515 (på ny udgivet ved H. Knust, Halle 1885); næste udgave (1519) er optrykt med gode noter af Lappenberg (Leipzig
1854); den er med i Simrocks Deutsche Volksbücher (1878).
Fischart har versificeret bogen, og andre digtere som Hans Sachs har benyttet personen. Den er oversat til mange sprog. En gammel fordanskning, Underlig og selsom Historie om Tiile Ugelspegel, en Bondes Søn, barnfød udi det Land Brunszvig, saare kortvillig at læse, udkom flere gange "prentet i dette Aar" (omkring 1805). Den blev fotografisk genoptrykt i 1930 i 11. bind i serien Danske Folkebøger.
En ny, rimet dansk oversættelse blev forsøgt i 1843 med træsnit efter tegninger af Lorenz Frølich; men den blev aldrig fuldendt. I 1991 udkom historien genfortalt af Ebbe Kløvedal Reich.

## Indhold
Der findes mange versioner af beretningen. Den ene forlyder, at der omkring år 1300 boede en fattig bonde og hans kone i en landsby. De havde en eneste søn. Da han var blevet døbt, snublede hans gudmor på vej hjem fra kirke, og faldt i åen med barnet. Der blev han "døbt" for anden gang. Men vandet var så beskidt, at han måtte vaskes, da de kom hjem. I baljen blev han så "døbt" for tredje gang den dag. Så bliver han nok til noget, tænkte folk; men Till blev sådan en skælm, at hans far bar ham om at holde op med sine narrestreger og fik ham sat i lære hos en bager. Her blev han sat til at sigte mel om natten, så melet var færdig til daggry. Till bad om lys, men bageren sagde, at han kunne sigte i måneskinnet. Till gik så ud i gården og sigtede melet der, hvor månen skinnede. Bageren blev vred og satte ham til at feje melet op i tønden igen. Da dejen stod færdig, fik Till besked om at sætte brødene ind i ovnen og passe ilden, mens bageren tog en lille hvil. "Men hvad skal jeg bage?" Spurgte Till. Bageren blev ærgerlig og råbte: "Er du bagersvend og ved ikke, hvad du skal bage? Bag du ugler og havkatte!" Så formede Till dejen til ugler og havkatte, og fyldte ovnen med figurerne. Bageren blev vred, da han så de færdige brød, og Till købte dem af ham for den daler, han havde med hjemmefra. Så gik han hen på torvet og fik solgt brødene, som folk aldrig havde set mage til. Straks forlangte bageren halvparten af pengene, og trak Till med til øvrigheden; men denne fik ingen mening i bagerens oprørte snak om mel og måneskin, brød og havkatte; så Till beholdt hele fortjenesten. Men han var træt af stedet og kundgjorde, at han om søndagen ville flyve fra rådhustårnet og væk fra byen. Alt, der kunne krybe og gå, kom så strømmende til torvet om søndagen for at se manden, der ville flyve. Men Till oppe i tårnet nøjede sig med at slå med armene. Så lo han og råbte ned til mængden: "I kaldte mig en nar, men jeg er den eneste i byen, som ikke er en nar; for jeg troede ikke, at jeg kunne flyve. Jeg sagde bare, at jeg ville. Men det er ikke nok." 
Og væk var han, for at gå i tjeneste hos en grevinde. En dag, han var hendes kusk, sagde hun, at hun ikke kunne lide de almindelige mennesker, de kørte forbi. Till indvendte, at vi alle er mennesker; men da hun ikke gik med på det, jog han hesten frem, så grevinden vippede af sædet med benene og enden i vejret til forbavselse for almuen, der så hende fare forbi. Før hun fik samlet sig, sagde Till: "Nu tror jeg nok, byens almue har set, at der ikke er forskel på dem selv og adelige, for det, der stak op af vognen, kunne lige så godt tilhøre en bondekone. Og tror du mig ikke, kan vi køre tilbage og spørge dem ad!" Efter den episode rejste Till til Rom, hvor han tog ind på et værtshus og forklarede, at han næste dag ville hilse på paven. Værtshusholdersken lo og sagde, at hun havde boet i Rom hele sit liv uden at møde paven. Till spurgte så, om hun ville give ham 100 daler, hvis han fik paven til at sende bud efter hende. Det sagde hun ja til, og så gik Till til Peterskirken, hvor paven læste messe, fordi det var påskedag. Men da han uddelte velsignelsen, vendte Till ryggen til. Paven lod ham derfor hente og spurgte, hvilken tro han tilhørte. "Den samme som min værtinde," sagde Till, og dermed måtte paven sende bud efter kvinden, som faldt på knæ og forsikrede, at hun havde den almindelige, kristne tro. Paven spurgte Till, hvorfor han så havde vendt ryggen til alteret under velsignelsen. Till foldede hænderne og sagde: "Det var for mine store synders skyld." Samme aften forlod han Rom med 100 daler i lommen.

På hjemvejen gjorde han ophold i Prag, hvor han bekendtgjorde, at han kom lige fra Rom, og var så klog, at han kunne svare på alt, han blev spurgt om. De lærde undredes og blev enige om at udspørge den fremmede. De kaldte Till til sig og spurgte ham, hvor mange vanddråber der er i havet. Én, svarede Till, "og den er så viselig formet, at den passer nøjagtigt efter havbunden og kystlinjen. Ikke et eneste sted er der plads til at knibe en anden dråbe ned." De lærde spurgte ham så efter verdens midtpunkt. "Der, hvor jeg står. Hvis nogen tvivler, kan han bare måle efter." De spurgte ham efter dybden i det dybeste hav. "Et stenkast," svarede Till. Og hvor højt er der til himlen. "Så langt som en hvisken når, sagde Till, "for Gud hører vor svageste bøn." Til sidst spurgte de ham, hvor meget kongen var værd. "29 sølvpenge," svarede Till. Da lo de lærde tilfreds, for nu var han gået i fælden. De sendte bud til kongen om, hvad den fremmede havde sagt; og han blev vred og fik Till ført frem for sig. En forklaring på det udsagn ville han have. Till sagde: "Tag mig det ikke ilde op, men vor frelser Jesus Kristus blev solgt for 30 sølvpenge, og da mente jeg, at 29 må være nok for en konge." Til det svarede kongen, at Till måtte være den klogeste mand i landet (næst efter ham selv). Till blev derfor i Prag en tid, før han tog videre til en landgreve, hvor han udgav sig for at være kunstmaler. Som bevis fremviste han nogle malerier, han havde købt i Rom, og landgreven gav ham i opdrag at male ham og hans forfædre og deres bedrifter på væggen i riddersalen. Till påtog sig opgaven, men satte som betingelse, at han ikke måtte forstyrres under arbejdet. Till måtte så høre landgreve prale i det vide og brede af sine forfædres store bedrifter, og tænkte, at her havde han mødt sin overmand i kunsten at gøre meget ud af intet. Men han drak grevens vin og åd hans mad, og efter en måneds tid gik han med på, at greven fik at se, hvordan det gik med vægmalerierne. Han advarede dog greven om, at det var magiske malerier, så kun folk af ædel byrd kunne se dem; almuen så ikke andet end de nøgne vægge. Forhænget blev så trukket til side, og landgreven stod og stirrede på den tomme væg. Det gav et ryk i ham ved tanken på hans stamfar, som havde købt sit adelspatent for guld, han havde tjent som landevejsrøver. Så forsikrede han Till om, at det var storartede malerier. Grevinden kom til, derefter hoffet; og som i H.C. Andersens eventyr Kejserens nye klæder turde ingen sige, at de kun så de nøgne vægge. Alle roste det smukke vægmaleri, bortset fra hofnarren, der morede sig og sagde, at han kun så en hvid væg. Till stak af, mens legen var god; men snart hørte han, at landgreven ville have ham hængt. Derfor købte han noget jord af en bonde, samt en gammel kærre, han tømte jorden op i. Næste dag, da landgreven red ud på jagt, så han og hans følge Till komme kørende dem imøde. Greven gav ordre om pågribelse: "Jeg har selv sagt, at hvis jeg ser ham på min jord, skal han hænges, og det straks!" Till svarede, at jorden han sad på, var hans egen, som han selv havde købt af en bonde. Da måtte greven alligevel le, og lod Till gå. 
Som gammel blev Till sengeliggende, og en munk kom og ville have skælmen til at bekende sine synder. "De er bekendte nok!" svarede Till. Munken pressede på for at få ham til at skænke sine penge til kirken; så skulle han nok blive frelst. Till lovede at have pengene parat, næste gang munken kom; men i stedet fyldte han møg i en krukke og lagde nogle mønter ovenpå. Da munken så dukkede op, sagde Till, at i krukken lå alle hans efterladenskaber; og munken måtte godt fylde et par næver, men ikke gribe for dybt. Alligevel stak den gejstlige begge arme ned i krukken lige til albuerne; lige så hurtigt kom de op igen. "Sådan belønnes grådighed!" sagde Till, som i stedet skrev et testamente, hvor hans gods blev delt i tre: En del til hans familie, en del til rådmanden og en til præsten, hvis de ellers sørgede for at begrave ham med hovedet nedad og benene i vejret. Det syntes de alligevel, var for groft; så da han var død, blev det besluttet at begrave ham ligesom alle andre. Men da kisten blev båret til graven, kom en stor so rendende og væltede bærerne, så kisten blev liggende med bunden i vejret. Den blev så vendt; men rebet gik i tu, så den faldt ned i graven og blev stående med fodenden op. Da fik den også lov til at blive stående sådan. 
Nu skulle arvegodset fordeles, og udenom nogle skillinger til familien, drejede det sig kun om en kasse med nogle store stene i. Rådmanden mistænkte præsten for at have tilvendt sig Tills arv, mens præsten mistænkte rådmanden; og de andre arvinger mistænkte dem begge for i fællesskab at have stjålet arven. Till såede splid dem imellem i al deres levetid; men da hans samtidige også var døde, opstod en ny historie om ham, nemlig at han aldrig havde levet. Da der bevisligt fandtes fire gravsteder, hvor han angiveligt lå begravet, måtte det hele være opspind. Men folk mente, at jo flere steder Till Uglspil er begravet - jo større er sandsynligheden for, at han faktisk har levet. 